# Alvito
Alvito es una villa portuguesa perteneciente al distrito de Beja, región del Alentejo y comunidad intermunicipal del Bajo Alentejo con cerca de 1400 habitantes.
Es sede de un municipio con 260,93 km² de área y 2688 habitantes (2001), subdividido en dos freguesias. El municipio limita al norte con el municipio de Viana del Alentejo, al este con Cuba, al sur y al oeste con Herrera del Alentejo y al oeste con Alcázar del Sal.

## Demografía
| Gráfica de evolución demográfica de Alvito entre 1960 y 2021 |
|                                                              |
| Datos según el nomenclátor publicado por el INE portugués.   |

## Freguesias
- Alvito
- Villa Nueva de Baronía